# Hans Pieper (Forstmeister)
Hans Pieper (* 9. September 1878; † nach 1946) war ein deutscher Landesforstmeister.

## Leben und Wirken
Pieper studierte Forst an der Königlich Preußischen Forstakademie Hann. Münden. Seit dieser Zeit war er Mitglied der Forstakademischen Gesellschaft Freia. Nach seinem Studium war er in Dessau Landesforstmeister für das Herzogtum und den späteren Freistaat Anhalt und in der Zeit des Nationalsozialismus Gaujägermeister für den Jagdgau Anhalt. Als Landesforstmeister war er dem Anhaltischen Staatsministerium unterstellt, dessen Forstabteilung er leitete.